# ساموئل گوئت
ساموئل گوئت (انگلیسی: Samuel Gouet؛ زادهٔ ۱۴ دسامبر ۱۹۹۷) بازیکن فوتبال اهل کامرون است.
از باشگاه‌هایی که در آن بازی کرده‌است می‌توان به باشگاه فوتبال رایندورف آلتاخ اشاره کرد.
وی همچنین در تیم ملی فوتبال کامرون بازی کرده‌است.